# Фарнезе, Алессандро (герцог Пармский)
Алесса́ндро Фарне́зе (итал. Alessandro Farnese; 27 августа 1545, Рим — 3 декабря 1592, Аррас) — третий герцог Пармы и Пьяченцы с 1586 года, из рода Фарнезе. Внук Карла V Габсбурга, испанский полководец и наместник Нидерландов (с 1578 года), который подвёл черту под Нидерландской революцией на территории южной части Нидерландов. Успех его военных действий позволил Габсбургам удерживать Южные Нидерланды вплоть до конца XVIII века. В 1586 году он стал герцогом Пармы и Пьяченцы, но в Италию так и не вернулся.

## Ранние годы
Сын пармского герцога Оттавио Фарнезе (внука папы Павла III) и Маргариты Австрийской (внебрачной дочери императора Карла V). C 1556 по 1559 находился при своём дяде Филиппе II в Брюсселе, затем воспитывался при мадридском дворе, в 1565—1571 гг. жил с матерью в Нидерландах, где она была правительницей. В молодости носил титул герцога Кастро. В 20 лет женился на португальской инфанте Марии, дочери Дуарте Португальского, 4-го герцога Гимарайнш и внучке короля Португалии Мануэла I, однако видел её крайне редко, посвящая большую часть времени боевым забавам, скачкам и охоте.

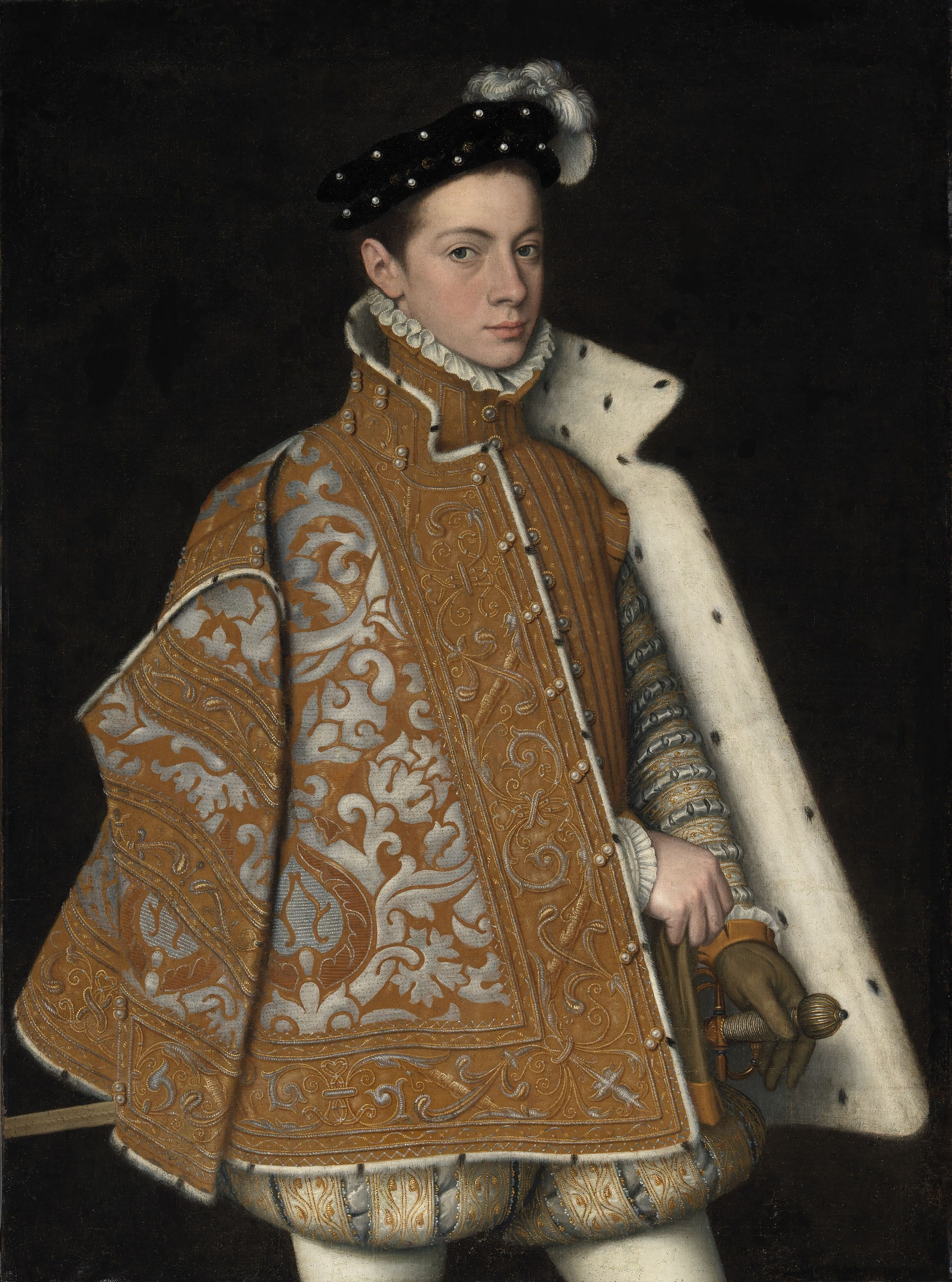
Портрет Алессандро Фарнезе кисти Софонисбы Ангишола, 1560 год

В 1571 году Фарнезе принял участие в боевых действиях Священной лиги против турок, отлично проявив себя в морской битве при Лепанто. Его дядя Хуан Австрийский остался настолько доволен действиями Алессандро, что вызвал его к себе в Нидерланды, как только получил назначение наместником этой богатейшей, но неспокойной провинции. В 1578 году он нанёс поражение повстанцам в битве при Жамблу и весьма жестоко расправился с непокорными.
В 1587 году принял участие в королевских выборах в Речи Посполитой, однако стать монархом этой державы не смог.

## Усмирение Нидерландов
1 октября 1578 года дон Хуан скончался (хотя и был моложе Алессандро на два года), и тот сразу же заступил его место в качестве испанского наместника Нидерландов. Первым делом он провёл чёткую грань между Утрехтской унией, которая объединяла протестантские провинции во главе с Вильгельмом Оранским, и теми провинциями, в которых большинство населения составляли католики. С первыми он был готов вести войну до последнего, со вторыми — искать компромисс.
Эта политика принесла первые плоды уже в мае 1579 года, когда Фарнезе восстановил мир в южных провинциях, подписав с ними Аррасский договор, по которому он обязался в течение шести месяцев вывести из Фландрии иноземные войска. В то же время он подорвал позиции Утрехтской лиги, осадив Маастрихт и отвоевав его у повстанцев (29 мая 1579 года). Всё это было достигнуто вопреки внезапной болезни и увещеваниям его собственной матери.
Вследствие добровольного отказа от испанских и итальянских подкреплений войско Фарнезе состояло из 15 тысяч наспех обученных фламандцев, которые были вынуждены противостоять своим же собратьям с севера. В этих условиях полководец мудро избегал затяжных осад и изнурительных манёвров, стараясь как можно быстрее вступать в переговоры с неприятелем. Это позволило ему в ноябре 1581 года овладеть Турне, а вслед за тем и рядом других укреплённых пунктов.
Заручившись доверием южных провинций, Фарнезе уговорил их представителей согласиться на возвращение в Нидерланды испанских и итальянских солдат. Это позволило ему усилить свою армию до 60 тыс. чел., с тем чтобы под конец 1582 года перейти в наступление против Вильгельма Оранского. К середине 1583 года в его руках оказались Дист и Вестерло, через которые проходила дорога из Брюсселя на Антверпен. Если бы ему удалось захватить Зютфен, голландские провинции были бы окружены со всех сторон, тем более что отдельные приморские города уже начали переходить на сторону испанцев.

## Падение Антверпена и последние годы
В первой половине 1584 года Фарнезе удалось отрезать мятежный Антверпен с моря. Старинные торговые центры вроде Брюгге и Ипра сразу пошли на мировую, а осада Антверпена продолжалась в течение 13 месяцев и стала одной из самых знаменитых в военной истории. 17 августа 1585 года самый богатый город Европы капитулировал. За год до этого был убит главный противник Фарнезе — Вильгельм Оранский, что, очевидно, имеет отношение к успешному исходу осады, тем более что Вильгельм нигде не сумел проявить свои полководческие дарования. К моменту своего восшествия на пармский престол в 1586 году под начальством Фарнезе находилась обширная территория, впоследствии получившая самостоятельное политическое существование под именем Бельгии.
Удачливый полководец решил не возвращаться в Италию до тех пор, пока не будет закончено усмирение северных провинций (тем более, что его желание в данном вопросе не имело никакого значения, поскольку он был верным слугой Филиппа II). Этим планам не суждено было осуществиться, поскольку Филипп II ввязался в войну с Англией и велел Фарнезе готовиться к переправе через Ла-Манш. Бесславный конец Непобедимой армады не мог не сказаться на престиже испанского наместника в Нидерландах.
После разгрома «непобедимой армады» Фарнезе, желая поднять дело католицизма по крайней мере на континенте, вступил с войском во Францию в 1590 году в качестве союзника тамошних католиков против Генриха IV. Он принудил короля снять осаду Парижа, но успехи его остались бесплодными, так как из Испании ему не было оказано никакой поддержки.
Он был ранен при Кодбеке, тяжело заболел и был увезён на воды в городок Спа, где вскоре скончался. В его отсутствие испанцы понесли ряд поражений от Морица Оранского, и король уже готовился сместить его с поста, когда получил известие о смерти своего лучшего полководца.